# 乔治敦 (南卡罗来纳州)
乔治敦（英文：Georgetown），是美国南卡罗来纳州乔治敦县下属的一座城市。城市类型是“City”。其面积大约为7.52平方英里（19.47平方公里），根据2010年美国人口普查，该市有人口9,163人，人口密度约为每平方英里1,219.13人（约合每平方公里470.73人）。
乔治敦是美国南卡罗来纳州第三古老的城市，也是低地乔治敦县的县城。乔治敦位于Winyah湾，位于Black,Great Pee Dee, Waccamaw和Sampit河的交汇处，乔治敦是南卡罗来纳州第二大海港，每年处理超过96万吨材料，该州最大港口是南边的查尔斯顿。